# Gubblecote
Gubblecote – osada w Anglii, w Hertfordshire. Gubblecote jest wspomniana w Domesday Book (1086) jako Bublecote.